# 安迪米洛斯島

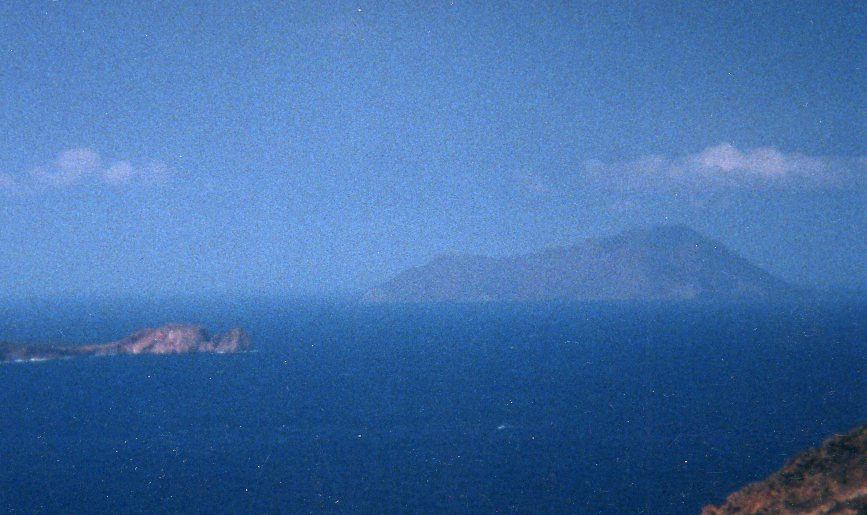
安迪米洛斯島

安迪米洛斯島（希臘語：Αντίμηλος）是希臘的島嶼，位於愛琴海南部，距離米洛斯島20公里，屬於基克拉澤斯群島的一部分。行政上隶属于南愛琴大區米洛斯专区的米洛斯市镇。岛長4.2公里、寬2.9公里，面積8.801平方公里，最高點海拔高度671米，島上無人居住。

## 外部連結
- 米洛斯市镇官方网站 （英語和希臘語）